# Église Saint-Sernin de Daumazan-sur-Arize
Pour les articles homonymes, voir Église Saint-Sernin.
L'église Saint-Sernin de Daumazan-sur-Arize est un édifice de style roman du XIIe siècle - modifié à la fin du XVe -  sur la commune de Daumazan-sur-Arize, dans le département de l'Ariège, en région Occitanie.

## Description
C’est une église à l'origine romane à simple nef, celle-ci a été agrandie vers 1500 dans un style gothique, avec trois absides. Flanqué d'une tour  pour un escalier à vis opposée à un puissant contrefort, le clocher élevé sur une base hexagonale est inachevé et contient 5 cloches classées. 
La pierre de consécration visible dans le mur du narthex indique la prise de Jérusalem en 1099 lors de la première croisade. 

## Localisation
Elle se trouve au village, à proximité de l'Arize, à 247 m d'altitude.

## Historique
La pierre de consécration de l’église mentionne la date de 1156.
L'église fait l'objet d'un classement partiel pour l'abside et le clocher au titre des monuments historiques par arrêté du 20 avril 1907, et la nef, d'une inscription par arrêté du 6 février 1987.

## Mobilier
Outre les cinq cloches, 39 autres éléments (statues, objets liturgiques...) relatifs à cette église sont protégés.

## Galerie

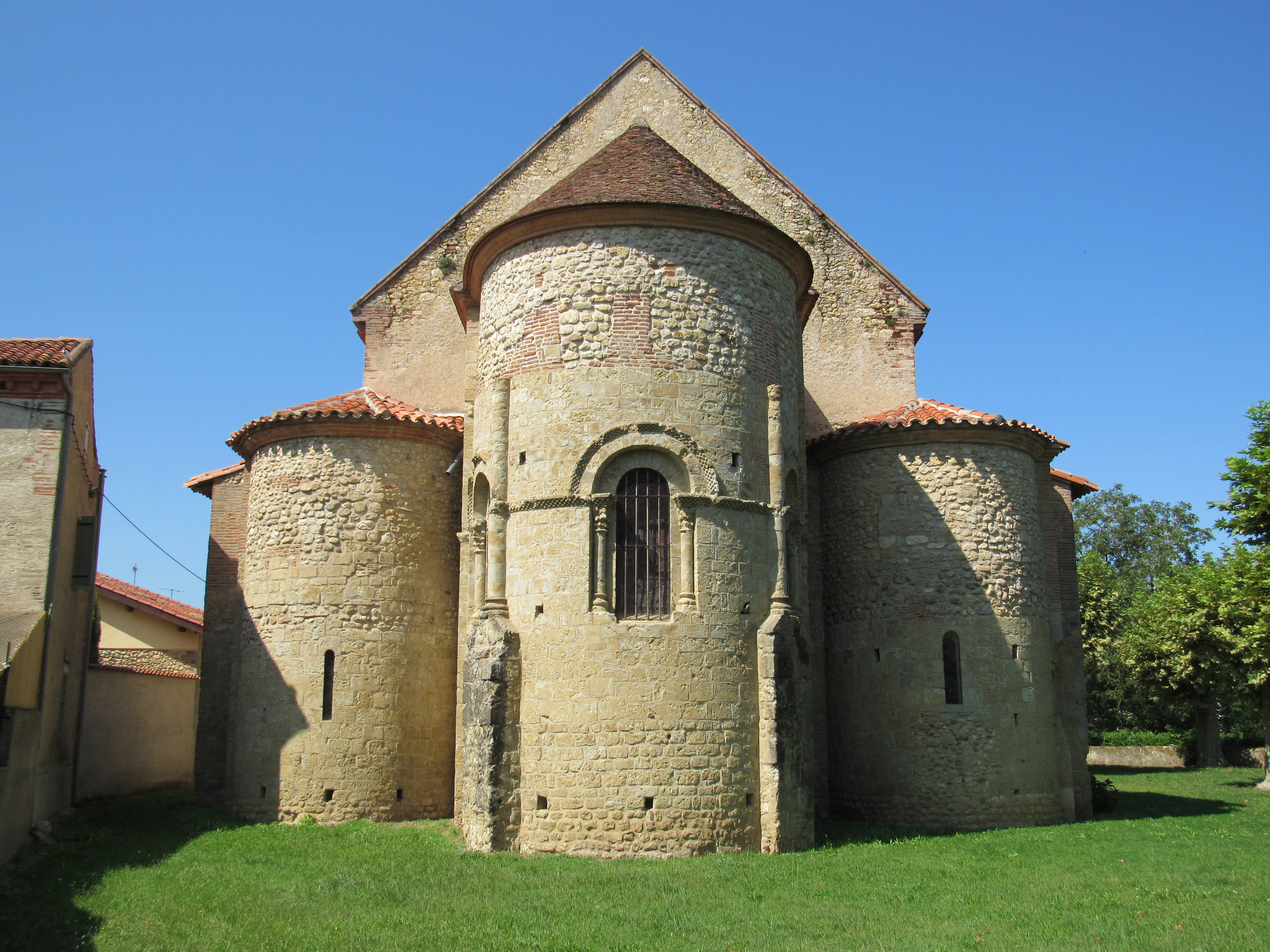
L'abside et les absidioles.
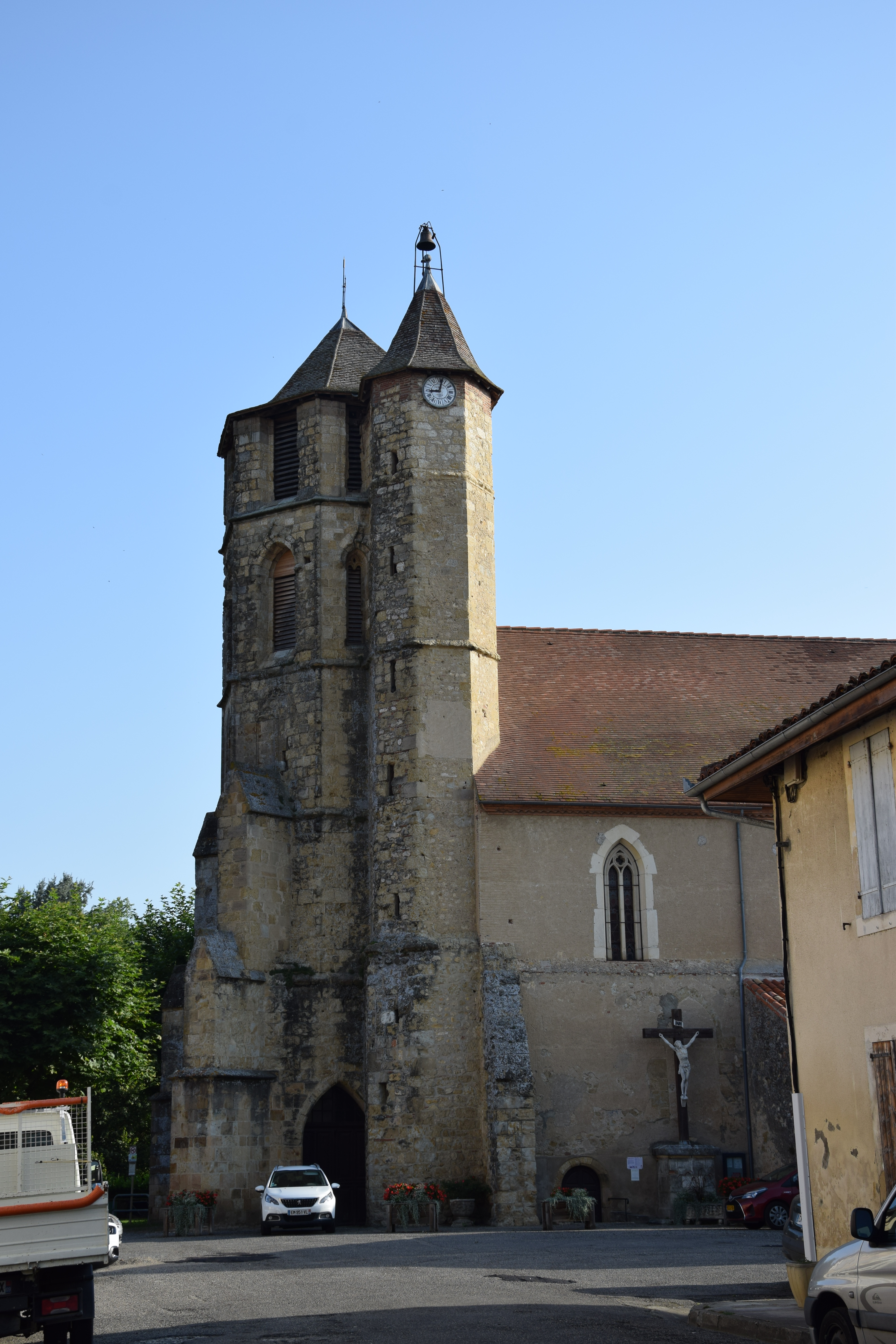
Porche et clocher.
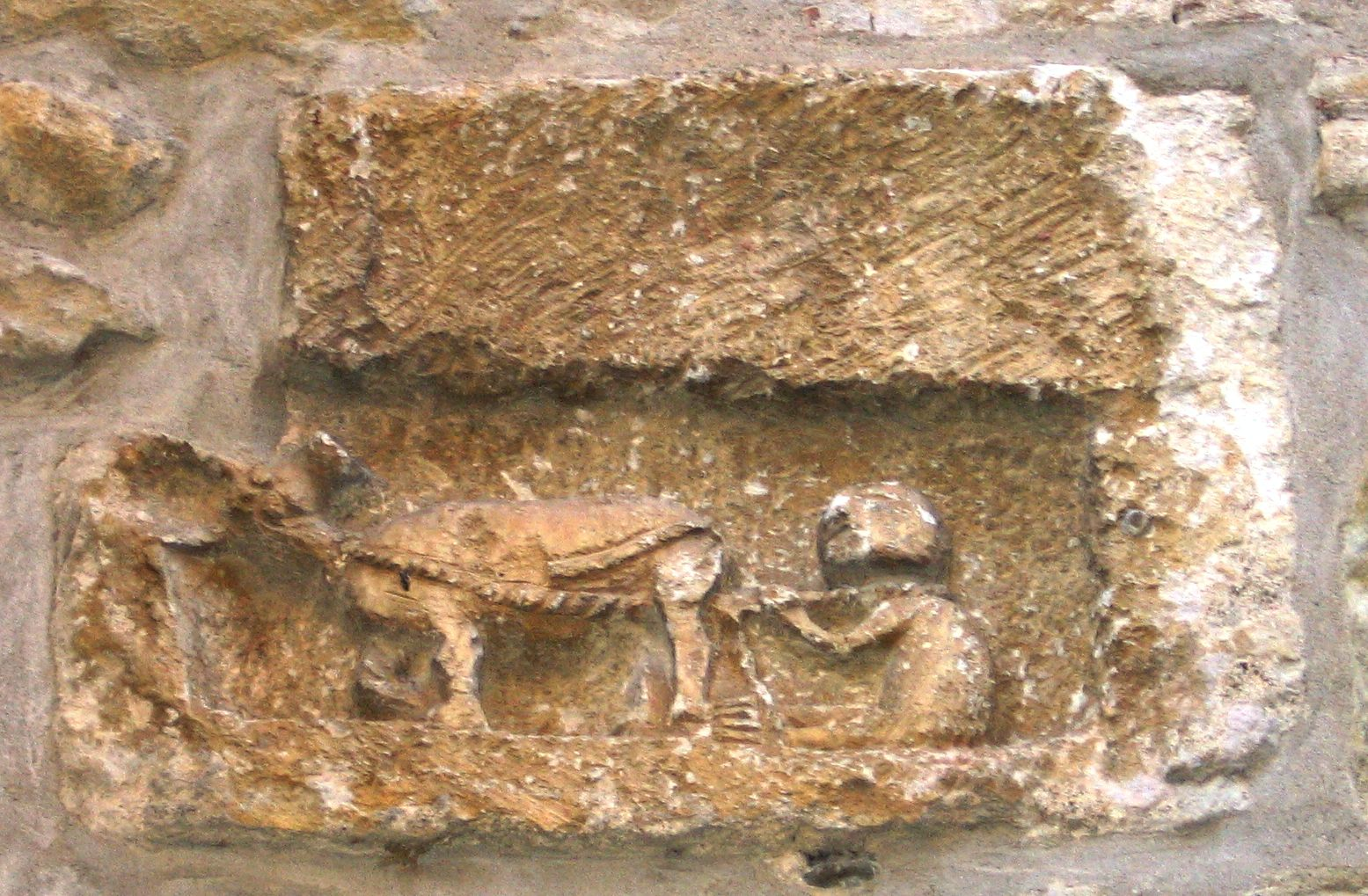
Martyre de saint Sernin (ou Saturnin).

## Valorisation du patrimoine
Depuis 2012, l'association des Amis de l'Église Saint-Sernin de Daumazan organise de nombreuses animations : visites de l'église et du village, concerts, sorties culturelles...